# Acosmium cardenasii
Acosmium cardenasii,  tasaá,  es una especie botánica de planta con flor de las leguminosas de la subfamilia Faboideae.
Es endémico del "bosque seco chiquitano de tierras bajas,  del "bosque chiquitano ribereño", "bosque seco chiquitano serrano", y del "bosque húmedo de fondo de cañones. También se extiende pero muy poco sobre el Cerrado brasileño.
Es una especie arbórea no comercial,

## Taxonomía
Acosmium cardenasii fue descrita por H.S.Irwin & MTK Arroyo y publicado en Brittonia 26(3): 264–266, f. 1. 1974.
Sinonimia
- Poeppigia procera var. conferta Benth. 1870[4][5]